# Кен Грін
Кеннет Грін (англ. Kenneth Green, 27 квітня 1924, Лондон — 8 червня 2001, Саттон-Колдфілд) — англійський футболіст, що грав на позиції захисника за клуб «Бірмінгем Сіті», а також другу збірну Англії.

## Клубна кар'єра
Народився 27 квітня 1924 року в місті Лондон. Вихованець футбольної школи клубу «Міллволл».
У дорослому футболі дебютував 1943 року виступами за команду клубу «Бірмінгем Сіті», кольори якої і захищав протягом усієї своєї кар'єри гравця, що тривала цілих сімнадцять років.  Більшість часу, проведеного у складі «Бірмінгем Сіті», був основним гравцем захисту команди.

## Виступи за збірну
1954 року  захищав кольори другої збірної Англії. У складі цієї команди провів 2 матчі.
Був присутній в заявці основної збірної на чемпіонаті світу 1954 року у Швейцарії, але на поле не виходив.
Помер 8 червня 2001 року на 78-му році життя у місті Саттон-Колдфілд.

## Титули і досягнення
- Переможець Другого дивізіону (2):

«Бірмінгем Сіті»: 1947—1948, 1954—1955